# Список серий аниме Martian Successor Nadesico
Это список серий аниме-сериала Martian Successor Nadesico, выпускавшегося студией Xebec с 1 октября 1996 года по 24 марта 1997 года.
| | |                                     |                      |
| 1 | Пройти, «как подобает человеку»! «"Саа, Отоко" ни Татакаэмасу!» (「男らしく」で いこう!)                     | Сё Айкава                           | 1 октября 1996 года  |
| Война между землянами и джовианцами, в ходе которой Марс уже пал, продолжается примерно год. В это время корпорация Нергал строит самый мощный космический корабль — Надэсико, а её агенты стали нанимать гражданских людей, готовых занять места экипажа. Главный герой, Акито Тэнкава, встречает свою подругу детства, Юрику Мисумару, и так он попадает в Нергал для работы поваром на борту Надэсико. К доку крейсера сроком раньше прибывает и пилот Аэстивалиса, Гай Дайгодзи, который успел сломать ногу. Тем временем происходит очередная атака джовианской техники на Землю, а поскольку Гай не способен, управляя боевым роботом, отвлечь их внимание от места базирования Надэсико, место пилота Аэстивалиса приходится занять Акито. | |                                     |                      |
| 2 | Оставь «Голубую планету» мне «"Мидори но Тикю:" ва Макасэтокэ» (「緑の地球」は任せとけ)                      | Сё Айкава                           | 8 октября 1996 года  |
| Крейсер Надэсико успешно взлетел. В это время адмирал Объединённых сил Земли Коитиро Мисумару берёт корабль под свой контроль при помощи вторжения военных. Проспектор объясняет, что Надэсико является собственностью Нергала и что он предназначен для выполнения проекта «Скиапарелли», суть которого заключается в изучении Марса. Пока солдаты заключили всех в кафетерий, Гай показывает остальным Gekiganger 3. Юрика, Дзюн и Проспектор прибыли на главный крейсер ОСЗ Тобиумэ и через некоторое время переговоров заключили, что на Надэсико нельзя наложить ограничения, но это категорически отрицает Коитиро. Покидая крейсер, Юрика заявила, что пришла на переговоры только для того, чтобы узнать от отца правду о гибели родителей Акито. Тем временем экипаж Надэсико успешно восстал и до возвращения капитана подчинил крейсер себе. Однако, поддерживающий адмирала ОСЗ Дзюн остаётся на Земле. | |                                     |                      |
| 3 | Слишком быстрое «расставание»! «Хаясугиру "Саёнара"!» (早すぎる「さよなら」!)                                | Сё Айкава                           | 15 октября 1996 года |
| Юрика собирается вывести Надэсико за пределы атмосферы Земли и преодолеть все барьеры, построенные для защиты планеты от нападения из космоса. Тем временем пленные военные ОСЗ намереваются сбежать с корабля. Дзюн заявляет, что будет управлять Дельфиниумом, чтобы помешать этому плану. Когда начинается сражение между Надэсико и ОСЗ, в котором Аэстивалиса Гая недостаточно, Акито берётся помогать ему, понимая, что ему придётся лично противостоять Дзюну, влюблённого Юрику. Сражение сказывается в пользу Надэсико, однако в этот момент Аэстивалисы не успевают перехватить ракеты. Тогда Дзюн встаёт на их пути, чтобы защитить крейсер. Он считает, что хоть таким образом сможет проявить себя. Однако, Гай успевает перехватить ракету, после чего он и Акито успокаивают Дзюна и говорят ему, что на корабле он сможет присматривать за Юрикой. Экипаж с радостью принимает его в качестве заместителя капитана. В конечном итоге всё омрачается тем, что пленные солдаты сбегают с Надэсико, а один из них стреляет в Гая, находящегося в ангаре с Аэстивалисами. | |                                     |                      |
| 4 | «Зачарованный» небесно-синим космосом «Мидзуиро Утю: ни "Токимэки"» (水色宇宙に「ときめき」)                 | Нарухиса Аракава                    | 22 октября 1996 года |
| Акито впадает в траур после смерти Гая, с которым он стал фанатом Gekiganger 3. Через некоторое время он заводит отношения с Мэгуми Рейнард. Вскоре на Надэсико прибывают трое девушек-пилотов: Хикару Амано, Рёко Субару и Идзуми Маки. Они объясняют, что покинули колонию Земли L2 с помощью Рёко, которая всех поместила в спасательную капсулу. Через некоторое время команда Надэсико в космическом пространстве находит и их Аэстивалисы, которых вскоре ремонтируют в ангаре, и теперь девушки собираются вместе изучить остатки колонии для поиска выживших, а также пригодной техники. Акито, возмущённый их отношением к себе, намеревается присоединиться к ним, чтобы доказать, что он действительно является пилотом. | |                                     |                      |
| 5 | «Записи» Рури «Рури-тян "Ко:кай Нисси"» (ルリちゃん「航海日誌」)                                             | Такэси Сюдо                         | 29 октября 1996 года |
| Надэсико направляется на Марс. В это время джовианцы не предпринимают серьёзных атак на корабль, а лишь пытаются оценить его мощность, поскольку основная схватка должна произойти у Красной планеты. Так как корабль защищает дисторционное поле, а основной части экипажа не требуется быть на посту, Юрика как капитан выполняет обряды по погребению тел погибших, находившихся в колонии L2, которая была полностью уничтожена. Вскоре Рури Хосино объясняет ей об утрате капитанов их способности принимать самостоятельные решения и их реальной власти. Узнав, что нынешние капитаны являются лишь представительной фигурой корабля, Юрика приходит в отчаяние и пытается избавиться от стресса при помощи медитации. | |                                     |                      |
| 6 | Вроде как «судьбоносное решение» «"Уммэй но Сэнтаку" Митай на» (「運命の選択」みたいな)                      | Сё Айкава                           | 5 ноября 1996 года   |
| Надэсико приближается к Марсу, где сосредоточено множество джовианской беспилотной техники и космических кораблей. В ходе боя Аэстивалисы перебивают все беспилотники, а выстрел гравитонной пушки Надэсико уничтожает 70% кораблей джовианцев, после чего крейсер может выполнить посадку. Во время приземления капитан отдаёт приказ направить корабль носом вниз и снова выстрелить гравитонной пушкой, но уже по чулипу, телепортирующему беспилотную технику, что полностью делает безопасным пребывание на планете некоторое время. После приземления небольшого робота Акито и Мэгуми некоторое время гуляют по поверхности Марса, и затем они проваливаются под землю, где встречают выживших людей и главного учёного — Инес Фрессанж. Ей предлагают с остальными людьми покинуть планету на Надэсико, но она не соглашается. Она рассказала, что разработала фазовый двигатель и дисторционное поле, которое есть и у джовианцев. Вдобавок она подчёркивает, что Надэсико не способен выстоять против джовианцев, и говорит, что останется под землёй. Тем временем у поверхности Марса появляются джовианские корабли, и их количество увеличивается за счёт чулипов. Юрика отдаёт приказ ударить по ним гравитонной пушкой, однако выстрел оказывается безрезультативным по причине использования джовианцами дисторционного поля. Юрика сильно колеблется над выбором: находясь на поверхности планеты, включить дисторционное поле и защитить Надэсико, но обрушить землю над головами выживших, или спасти всех под землёй ценой корабля. | |                                     |                      |
| 7 | «Песня, которую ты споёшь» когда-нибудь «Ицука Омаэ га "Утау Ута"» (いつかお前が「歌う詩」)                  | Сё Айкава                           | 12 ноября 1996 года  |
| Надэсико поднялся в воздух и летит низко над поверхностью, поскольку один из фазовых двигателей получил повреждение, из-за чего он не работает на полную мощность, а корабль неспособен улететь с Марса. В это время Инес, Рури и Юрика запускают на борту новую программу — «Знакомство с Надэсико», рассказывающую о характеристиках и принципах работы корабля и, по словам Инес, предназначенную для детей. Спустя время всех созывают на мостик. Как оказалось, на поверхности планеты обнаружен корабль ОСЗ, попавший на Земле в чулип, — Крокус. Тогда Акито пытается узнать от адмирала Фукубэ о его роли в первой битве за Марс, и затем, несмотря на усилия Проспектора отвлечь его внимание, он быстро осознаёт, что Дзин причастен к крушению чулипа на поверхности планеты. Он приходит в ярость и хочет расправиться с ним, однако его вяжут другие члены команды. После этого девушки-пилоты отправляются на разведку за запасным фазовым двигателем, а адмирал собирается найти Крокус и вместе с Надэсико пройти через чулип. Крокус оказывается в хорошем состоянии, и адмирал, взлетев на нём в воздух, предлагает Надэсико первым пройти через телепортатор. В это время появляется вражеский флот, а Дзин разворачивает корабль, чтобы прикрыть Надэсико для его безопасного прохождения через чулип. После этого, посчитав Крокус и адмирала потерянными, в корпорации Нергал объявили о переходе к плану Б. | |                                     |                      |
| 8 | «Уравнение» равнодушия «Нурумэ но "Цумэтай Хо:тэйсики"» (温めの「冷たい方程式」)                             | Сё Айкава                           | 19 ноября 1996 года  |
| Надэсико успешно проходит через чулип и оказывается в самом центре четвёртой битвы за Луну. Военные салютуют крейсеру, и Юрика приказывает выстрелить по джовианским кораблям из гравитонной пушки для поддержки, однако она промахивается и попадает по флоту ОСЗ. Реакция на это оказалось не слишком жёсткой, но тогда в бой вступили уже Аэстивалисы. Рёко, Хикару, Идзуми и Акито заметили, что защита у беспилотников стала лучше, а Аэстивалис Тэнкавы оказывается в окружении. Здесь появляется неизвестный пилот, который спасает Акито. В этот момент экипаж наблюдает многократные выстрелы из гравитонной пушки, которые испаряют большую часть вражеского флота. Вернувшись на Надэсико, неизвестный пилот всем представляется по имени Нагарэ Акацуки, а девушки подчёркивают техническую совершенность его мехи. Инес объясняет, что за время прохождения корабля через чулип прошло 8 месяцев, в течение которых Нергал построил ещё один крейсер — Космос, превосходящий Надэсико по размерам и вооружению и выполняющий роль дока, наладил отношения с ОСЗ, а Земля отвоевала Луну. Надэсико пристыковывается к Космосу для ремонта и модернизации. Тем временем Аэстивалисы вновь вылетели на задание, но спустя время Акито оказывается обездвижен за тёмной стороной Луны. Для его возвращения вылетели Юрика и Мэгуми на небольших кораблях, однако они оказываются атакованы беспилотниками, и теперь они находятся в одном роботе с Акито. Включив солнечный парус, Аэстивалис добирается до Надэсико. По их возвращении, неожиданно для всех, Проспектор представляет второго адмирала, всем знакомого Садааки Мунэтакэ, а также помощницу навигатора — Эрину Киндзё Вон. | |                                     |                      |
| 9 | Чудесная операция «Поцелуй?» «Кисэки но Сакусэн "Кису ка?"» (奇跡の作戦「キスか?」)                          | Нарухиса Аракава                    | 26 ноября 1996 года  |
| Садааки Мунэтакэ приказывает экипажу провести наземную операцию по спасению посла доброй воли, находящегося на острове в Беринговом проливе, который оказался атаковал джовианской техникой. Юрика соглашается на это, так как крейсеру не придётся вести боевые действия. Пока Надэсико летит к месту назначения, Нагарэ приглашает Акито в игровую комнату, чтобы сразиться с ним на виртуальных Аэстивалисах, а заодно и поговорить о Юрике. После этого Акито отрывает от просмотра Gekiganger 3 Мэгуми, чтобы провести его в комнату виртуальной реальности, создающую симуляцию свиданий. Тем временем, услышав разговор о свидании Акито и Мэгуми, Юрика случайно активирует систему автоматического управления огнём, в результате чего Надэсико замечают беспилотники. Пока остальная команда обдумывает дальнейший план действий, капитан уходит в комнату для свиданий. Акито, в свою очередь, отстаёт от других пилотов и тоже идёт в комнату. Свидание с Юрикой прерывается из-за атаки джовианцев. Тем временем Акито вылетел за послом, а остальных пилотов назначили его прикрывать. Его Аэстивалис вступает в схватку с модифицированным беспилотником, однако Акито удаётся его уничтожить, после чего он теряется на радарах. Спустя время, когда Надэсико приземлился, Аэстивалис Акито неожиданно появляется с белым медведем в механической руке. Как оказалось, медведь и был тем послом, которого специально оснастили оборудованием для сбора информации. | |                                     |                      |
| 10 | Опасности «женственности» «"Онна Расику" га Абунай» (『女らしく』がアブナイ)                                 | Сатору Акахори                      | 3 декабря 1996 года  |
| Тем временем на Землю летел один чулипов нового поколения. Наземные линии обороны не смогли уничтожить его в атмосфере, и он упал на тропический остров в Индийском океане. Адмирал заявляет, что команде Надэсико нужно исследовать чулип, ведь никто другой не может это сделать. Пока крейсер летит к острову, Юрика и Мэгуми начинают соперничать между собой и готовят для Акито различные блюда, которые, однако, кажутся ему отвратительными. По прибытии на остров команда занимается отдыхом, купанием, игрой в пляжный волейбол и так далее, и только Садааки напоминает всем о главной цели пребывания, но его никто не слушает, а затем и вовсе закапывают в песок по шею. Акито, уставший от всех, уходит в лес и встречает девушку, имя которой — Аква Кримсон. Она приглашает его к себе в роскошную усадьбу и кормит превосходно приготовленным обедом. Тем временем Эрина говорит о необходимости выполнить задание, а Рури выясняет, что остров является частью Австралийского конгломерата Кримсон, чьи владельцы разрабатывали защитные системы, а также имели дочь. После этого пилоты Аэстивалисов обнаруживают чулип защищённым барьером, а Юрика и Мэгуми находят Акито и Акву. В это время Аква деактивирует защиту чулипа, после чего из него появляется робот в виде паука, который выпускает ракеты по Аэстивалисам, задевая при этом усадьбу Кримсонов. Девушка признаётся, что всегда хотела трагически погибнуть вместе с её любимым, а Акито оказывается парализован. Рёко в критический момент спасает пару от гибели, после чего добивает робота. Вскоре вся команда благополучно улетает с острова. | |                                     |                      |
| 11 | Оказаться в «обычном сценарии»? «Ки га Цукэба "Оякусоку"?» (気がつけば「お約束」?)                           | Хироюки Кавасаки                    | 10 декабря 1996 года |
| Все узнают, что Курск также занят джовианцами, и при этом в него попало гигантское гравитонно-лучевое орудие под названием Нанафуси (G-777 Nanafusi), способное при выстреле разрушать атмосферу и создавать чёрные дыры. Для его ликвидации высылалось три отряда подрывников, однако никто не выжил. Надэсико принимается уничтожить Нанафуси гравитонной пушкой, зарядив её вне зоны поражения, чтобы затем выстрелить из-за утёса. Нанафуси опережает Надэсико и стреляет в него, устраняя дисторционное поле и критически повреждая фазовый двигатель, в результате чего крейсер совершает аварийную посадку. Тогда все готовятся к наземной операции Аэстивалисов вдали от корабля: роботов оборудуют запасными батареями, снаряжают продовольствием, а Нагарэ назначают главным. Остановившись ночью на полпути, отряд оказывается атакован танками «Тигр», управляемыми роботами. Танки уничтожают одну из батарей, а Акито неэкономно тратит боеприпасы. Пока Акито и Нагарэ отправляются прямо к Нанафуси, девушки остаются на привале, но на них наступает оставшийся танк. Сэйя подсказывает им о противотанковых минах, после чего они обезвреживают робота и сами садятся в «Тигр». Акито и Нагарэ встречают мощное сопротивление в виде более продвинутого танка, однако девушки на танке помогают им подбить его. Затем все едут к Нанафуси незадолго до его перезарядки. У Акито заканчиваются патроны, но к этому моменту подоспевает Нагарэ и окончательно нейтрализует пушку. | |                                     |                      |
| 12 | Те «незабываемые дни» «Ано "Васурээну Хиби"» (あの「忘れえぬ日々」)                                          | Такэси Сюдо                         | 17 декабря 1996 года |
| В очередной битве крейсер назначили возглавлять флот землян. В бой вступают все возможные Аэстивалисы, но когда они выпускают самонаводящиеся ракеты по джовианцам, большая часть снарядов попадает по объектам ОСЗ, в результате чего немалая часть флота выходит из строя. Помочь положению пытается Дзюн, но он неумело обходится с управлением робота и получает травму. В конце концов джовианцы уходят с поля битвы, но и военные держатся подальше от Надэсико. Никто из экипажа не берёт на себя ответственность за ошибку в системе наведения. После этого к Надэсико приближается небольшой корабль ОСЗ, и крейсер сам выпускает в него ракету и сбивает его, а до Надэсико долетает спасательный модуль. Прибывшие военные заявляют о сбое непосредственно в бортовом компьютере — Омоиканэ, и требуют стереть его память. Как выяснилось, компьютер помнит прохождение Надэсико через линии обороны Земли, после чего он стал расценивать ОСЗ как противников. Группа программистов начала изменять память Омоиканэ, но Рури намеревается остановить это, так как компьютер также обладает человеческими качествами, и для этого она просит помощи у Акито. Они идут в комнату Сэйи, где Акито с помощью шлема виртуальной реальности оказывается в матрице Омоиканэ и находит его сознание в виде высокорослого дерева. Пока Акито пытается исправить сознание, на него нападает Гекигангер. Рури объясняет, что Омоиканэ тоже смотрел это аниме и сохранил образ робота в качестве инстинкта самосохранения. Акито тоже представляет себя героем аниме, он побеждает противника и затем уничтожает воплощение программы военных. После этого компьютер перестаёт давать сбои, а представители ОСЗ покидают Надэсико. | |                                     |                      |
| 13 | Нет «единой правды» «"Синдзицу" ва Хитоцу Дзянай» (「真実」は一つじゃない)                                   | Сё Айкава                           | 24 декабря 1996 года |
| В Кавасаки началось первое испытание чулипа. Тем временем экипаж Надэсико готовится к Рождеству, однако большая часть команды собирается на вечеринку Нагарэ. Крейсер прибывает в доки Йокосуки, где военные говорят о необходимости перебросить его к Лунному легиону в связи с недавним взрывом на Луне, а Акито на основании предыдущих битв сообщают, что он недостаточно опытный пилот и ему стоит уйти. Акито покидает команду, а на его замену приходит Ицуки Кадзама. Пока он собирает свои вещи, Мэгуми присоединяется к нему, и уже они вместе прибывают в город. Эрина находит их и говорит, что Акито нужен для задания, с которым только он может помочь. Все прибывают в исследовательский центр, где также работает Инес. Она рассказывает о попытках землян раскрыть секрет чулипов, что повлияло бы на войну, а Эрина показывает Акито кристаллы чулипа (КЧ), которые он раньше видел. Нергал добыл их в большом количестве, исследуя Марс. По мнению учёных, КЧ являются моделью чулипа и ключом к бозоновым прыжкам. Акито отказывается принимать участие в эксперименте, видя расплавленный кусок подопытной мехи, и уходит. В это время у чулипа наблюдается всплеск бозоновой активности, а из него выходят два боевых робота (часть пробы попала к джовианцам, и теперь они стремятся уничтожить разработки Земли). Пока на Надэсико идёт вечеринка, мехи джовианцев, оснащённые гравитонным оружием и дисторционным полем, наступают в Кавасаки. Пилоты Аэстивалисов делают всё возможное для их ликвидации, но безуспешно: в этом сражении также погибает Ицуки. Акито оставляет Мэгуми в ресторане, чтобы помочь остальным. Благодаря расчётам Нагарэ Аэстивалисы наносят роботу урон, после чего у него запускается самоуничтожение, способное сровнять город с землёй. К этому времени на крышу исследовательского центра подоспевает Акито: он берёт чемодан с КЧ, бежит к роботу и бросает чемодан него. Робот затягивает образовавшийся сверху портал, куда попадает и сам Акито. Позже на Надэсико с ним устанавливают связь, и он говорит, что уже две недели с Луны посылал экипажу сообщения. Тем временем бригада Сэйи вскрывает второго робота джовианцев, а внутри они слышат музыку из Gekiganger 3 и видят постеры к аниме. | |                                     |                      |
| 14 | Вперёд вместе с «горячим аниме» «"Нэккэцу Анимэ" дэ Ико» (「熱血アニメ」でいこう)                            | Тацуо Сато, Сё Айкава, Мамору Коноэ | 31 декабря 1996 года |
| Главные герои Gekiganger 3 вместе собираются у телевизора и смотрят «Знакомство с Надэсико». В ней Инес объясняет историю войны землян и джовианцев и характеристики Надэсико; Рури рассказывает о внутреннем устройстве крейсера; Сэйя же вызвался поведать об Аэстивалисах и их возможностях. Зрители хвалят Martian Successor Nadesico и интересуются, что будет дальше. Пока главный антагонист Gekiganger 3 приказывает его агенту, Акаре, добыть сведения о Земле, Проспектор рассказывает об отношениях между членами экипажа Надэсико и различных случаях вне службы. Смотря программу, одна из антагонистов, Мииэ, считает его лучшим источником информации о землянах, что идёт на пользу Акаре. Они из сериала узнают об эффективном способе атаки при помощи дисторционного поля, и рассчитывают этим приёмом победить Землю. Акара садится в меху и летит к планете. При помощи дисторционного поля он устраняет барьер здания штаба землян. В это время Кэн, Джо и Акира для его перехвата совершают слияние, образуя единый Гекигангер. Они безуспешно атакуют Акару лучом и мечом Гекигана, будучи неспособными пробить дисторционное поле. Профессор им говорит о необходимости совершить неопробованную вспышку Гекигана, даже с риском для жизни. Пилоты делают вспышку Гекигана и избавляются от Акары. Позже профессор сообщил, что заимствовал этот приём из Martian Successor Nadesico. | |                                     |                      |
| 15 | «Послание» с далёкой звезды «То:и Хоси кара Кита "Карэси"» (遠い星からきた「彼氏」)                          | Сё Айкава                           | 7 января 1997 года   |
| Надэсико летит к Луне, чтобы забрать Акито. На борту ведутся поиски пилота джовианского робота, и для этого по всему кораблю разместили наклейки и фигурки, связанные с Gekiganger 3, в качестве приманки. Мэгуми видит, как её плюшевый заяц просит не выключать аниме, когда она досматривает Gekiganger 3. Спустя время в комнату заходит Минато и тоже видит ожившую игрушку. Пришелец показывает своё лицо, представляется им командующим лейтенантом Боевого мужского подразделения Цукумо Сиратори и рассказывает о жизни около Юпитера. В этот момент в комнату стучатся другие члены команды и просят их пройти на мостик. Мэгуми и Минато прячут Цукумо в контейнер для белья, но по дороге в безопасное место их останавливает Гот. В ответ на его небрежное отношение к девушкам Цукумо выпрыгивает из контейнера и направляет на него пистолет, но его схватывает бригада обслуживающих. Пока на Луне Акито спит, на его дом нападает робот, названный Даймадзином Торнадо его пилотом. Акито приходится пилотировать Аэстивалис, чтобы его остановить. Тем временем на Надэсико Цукумо предстаёт перед всем экипажем. По исследованию его ДНК стало ясно о его схожести с человеком с Земли, что сам Цукумо отвергает. После этого всем стало известно о сражении между Аэстивалисом и Даймадзином на Луне. Пока остальная команда решила спасти Акито и заняла мостик, Нагарэ ведёт пленного Цукумо. В этот момент Мэгуми и Минато оглушают Нагарэ, а Цукумо стреляет в прибежавшего Дзюна. Акито во время боя видит лицо своего противника и недоумевает, что сражается против человека. Узнав о приближающемся подкреплении, пилот Даймадзина исчезает. На Надэсико узнают, что Мэгуми и Минато покинули крейсер. | |                                     |                      |
| 16 | Начало «войны Надэсико» «"Боку-тати но Сэнсо: " га Хадзимару» (「僕達の戦争」が始まる)                       | Сё Айкава                           | 14 января 1997 года  |
| Цукумо, Мэгуми и Минато, преследуемые остальными членами экипажа, летят не небольшом космическом корабле на территорию джовианцев. Однако, Цукумо уже завёл корабль под прикрытие союзников. В это время Надэсико приземляется в доки на Луне. Экипаж там встречает ещё один корабль Нергала, секретно находившийся в строительстве, — Сякуяку (яп. シャクヤク Сякуяку, Nergal ND-004 Shakuyaku). Руководство сходится на том, что необходимо отвоевать Марс, так как там находится много КЧ, необходимых для исследования бозоновых прыжков. Неожиданно в штаб приходит адмирал Мунэтакэ и приказывает доложить все секреты о разработках и истории войны. Эрина тет-а-тет докладывает Садааки, что Нергал и ОСЗ всё это время знали, что воюют с людьми. Когда в комнату приходит Нагарэ, Эрина в ответ адмиралу насчёт нескромности пилота тихо говорит ему ещё одну тайну. Проспектор пытается прослушать и увидеть разговор, но камера оказывается заблокирована. Тогда Рури с помощью Омоиканэ взламывает её и транслирует запись по всему кораблю, из-за чего все стали знать правду о джовианцах. Тем временем Мэгуми и Минато находятся на территории джовианцев и узнают об устройстве их жизни. После вопроса, почему джовианцы стали делать такие ужасные вещи против землян, к ним заходит Гэнъитиро Цукиоми, сражавшийся с Акито на Даймадзине, и рассказывает им историю конфликта. После этого джовианцы готовят атаку на территорию землян, в частности, на лунные доки, и запускают Даймадзинов. На перехват отправляют Акито на модифицированном Аэстивалисе. Крейсер Сякуяку оказывается повреждён в результате обвала, и капитан намеревается соединить его с Надэсико в качестве Y-модуля, что и происходит спустя время. В ходе битвы между Аэстивалисом и Даймадзинами Мэгуми и Минато, находясь с Цукумо, просят Акито прекратить сражаться против людей, но его одолевает ярость. В этот момент единый корабль проламывает поверхность Луны и ловит Даймадзин Цукумо дисторционным полем. Пилот отказывается телепортироваться, поскольку это погубит девушек. Мэгуми и Минато покидают Даймадзин, и Акито и Цукумо собираются биться один на один. Мэгуми снова просит Акито не сражаться. Когда к Луне прибывает подкрепление ОСЗ, Акито отпускает джовианцев. Тем временем обновлённый Надэсико получает распоряжение лететь в другую колонию. | |                                     |                      |
| 17 | «Слишком позднее объединение» «Сорэ ва "Ососугита Сайкай"» (それは「遅すぎた再会」)                          | Хироюки Кавасаки                    | 21 января 1997 года  |
| Присоединив Y-модуль, у Надэсико появилось четыре фазовых двигателя, что сильно улучшило его боевые характеристики. Весь экипаж оказался потрясён, узнав правду о враге. Тем временем Надэсико летит к Космосу для состыковки. Выясняется, что адмирала Мунэтакэ собираются снять с должности, так как его подчинённые теперь всё знают о джовианцах. В то же время Проспектор заявляет о раздутых денежных затратах и подозревает в этом Сэйю, которого вдобавок замечают в чрезмерном сближении с другим членом команды — Хикару. Акито и Юрика находят их в ангаре, занимающихся созданием фигурок роботов. В ответ на вопрос, куда он потратил столько средств, он показывает собственную разработку мехи — Икс-Аэстивалиса. Вскоре их находит Садааки, который оказывается впечатлён Икс-Аэстивалисом: он приказывает немедленно доработать робот, чтобы сохранить свою должность, что создатель отказывается делать. После этого Акито ведёт разговор с адмиралом в кафетерии на фоне показа Gekiganger 3. Он решает поговорить с ним о Гае и его смерти. Адмирал не понимает, почему Акито всё ещё волнует смерть Гая и сказал, что выстрелил в него для самообороны, и так написано в отчёте. На этом беседа прекращается, и Садааки идёт в ангар, где Сэйя и Хикару в это время работают над диорамой. Сэйя сообщает, что Икс-Аэстивалис не готов для пилотирования и он может взорваться. Адмирал приходит в ярость, но Юрика смягчает обстановку. После этого он идёт в кафетерий, но по его закрытии уходит в свою комнату и вводит в себя галлюциногенные препараты. В это время Надэсико приближается к Космосу. Находящийся в эйфории от Gekiganger 3 адмирал на мостике указывает, что Космос является врагом, угоняет Икс-Акэстивалис и летит к кораблю. Он собирается уничтожить корабль гравитонной пушкой, и ему помогает в этом воображаемый Гай на Гекигангере, после чего они нажимают кнопку выстрела, а Икс-Аэстивалис взрывается. Спустя время Надэсико успешно пристыковывается к Космосу. | |                                     |                      |
| 18 | Отголоски «себя», отголоски воды «Мидзу но Ото ва "Ватаси" но Ото» (水の音は「私」の音)                      | Такэси Сюдо                         | 28 января 1997 года  |
| Вскоре Надэсико снова прибыл на Землю. Рури пытается узнать побольше о своём прошлом, главным образом спрашивая Омоиканэ, но его данных ей недостаточно. Позже ей снятся сны о её детстве в лаборатории Нергала, где она училась необходимым школьным предметам. В этот момент Мэгуми будит её и созывает всех на мостик. Как стало известно, на Надэсико желает сесть корабль государства Peaceland. Из корабля выходит представитель королевства и кланяется перед Рури, называя её принцессой. В отдельной комнате ей сообщают, как королевская семья хотела завести детей, но после искусственного оплодотворения лаборатория была взорвана, а пробирка оказалась потерянной. Позже Акито решает сопроводить Рури в королевство и присмотреть за ней. Её почётно встречает королевская семья во дворце, но она не готова вернуться к ним и просит отца дать ей немного времени. Рури и Акито решают запастись различными вещами для Надэсико. После этого они летят разузнать о её приёмных родителях. Вдалеке от центра королевства они находят заброшенное здание института генной инженерии, помещения которого кажутся Рури знакомыми. Там их встречает мужчина, знавший о её прибытии, который рассказал о выращивании детей с высокими умственными показателями, и что Рури — единственный успешный эксперимент. Она благодарит мужчину за её спасение, но потом ударяет его по щеке, объясняя это тем, что его это делать никто не просил. В конце концов Рури решает остаться на Надэсико. | |                                     |                      |
| 19 | Ты — следующий «капитан» Надэсико! «Асу но "Кантё:" ва Кими да!» (明日の「艦長」は君だ!)                     | Нарухиса Аракава                    | 4 февраля 1997 года  |
| После подозрительных происшествий на Луне Надэсико отправляют патрулировать её. На борту все узнают о музыкальном конкурсе за звание звезды и место капитана корабля. Проспектор объясняет, что экипаж — тоже люди, им нужно задуматься и о карьере, даже во время войны, или хотя бы отдохнуть, а также, что место капитана корабля победитель получит лишь на день. Рёко отказывается принимать участие и без цели садится в Аэстивалис и пребывает в космосе. Когда выступает Юрика, Рури с помощью Омоиканэ сканирует её песню. После завершения выступления капитана Рури включает тревогу и сообщает, что тоже хотела бы спеть. Её песня быстро завоёвывает симпатию среди зрителей. В это время со стороны Луны на Надэсико летят ракеты, управляемые людьми, что замечает Рёко. На выручку вылетают Акито, Хикару и Амано. Рёко считает, что единственное, что она может делать нормально — это сражаться, и поэтому говорит, что ничего не произойдёт, если она погибнет. Остальные успокаивают её, и в итоге перехватывают все ракеты и возвращаются на корабль. Оказывается, что Нергал специально устроил конкурс, чтобы законно сменить капитана насовсем, и поэтому корпорация тщательно следит за результатами. Позже выясняется, что Рури отказалась от главного приза, и его получила Юрика, действующий капитан, занявшая второе место по итогам голосования, что совсем не входило в планы представителей Нергала. | |                                     |                      |
| 20 | Будь тише, будь «дальше» «Фукаку Сидзука ни "Сэнто:" Сэё» (深く静かに「戦闘」せよ)                           | Мицуясу Сакаи                       | 11 февраля 1997 года |
| Надэсико назначили прикрывать флот ОСЗ во время сражения над Индийским океаном. Пока крейсер стоит в ста километрах от основного места действия, а экипажу не требуется быть на посту, Рури замечает эмиссию бозонов в тыловом ангаре, после чего все слышат взрыв. Ещё один такой взрыв происходит в Y-модуле. Все в замешательстве, но после появления недалеко от корабля джовианского корабля и бозоновой эмиссии под мостиком Юрика отдаёт приказ на полный вперёд, в результате чего Надэсико улетает в космос, а позади него происходит третий взрыв появившегося в воздухе снаряда. За ним движется и джовианский корабль, Канадзуки. Инес объясняет, что если противник научился телепортировать боевые роботы на расстояние без чулипов, то сделать то же самое со взрывчаткой не составит труда. Юрика, услышав разговор Акито о рыбалке, разрабатывает стратегию боя: отключить фазовые двигатели, дисторционное поле и электричество и изменить курс. Надэсико пропадает с радаров джовианцев, но и они замедляются. Затем вылетают Аэстивалисы на солнечных парусах, оборудованные копьями, способнымм нейтрализовать дисторционное поле. Юрика приказывает выпустить все ракеты в космическое пространство. Часть из них активировалась и полетела в Канадзуки, которого защитило поле. Их капитан решил не двигаться в предполагаемое место выпуска ракет. В этот момент корабль оказывается в радиусе действия Аэстивалисов, и пилоты уже включают двигатели и атакуют джовианцев, а Юрика приказывает включить все защитные системы и подготовить гравитонную пушку. Аэстивалисы уничтожают всех беспилотников, ликвидируют защиту и бозоновую пушку. На их перехват на Даймадзине вызвался помощник капитана, Сабурота Такасуги. Однако, он не успевает нанести какой-либо урон Аэстивалисам: Нагарэ поражает Даймадзина сзади, нанеся ему критическое повреждение. Сабурота совершает несколько бозоновых прыжков как можно дальше от Канадзуки, после чего Даймадзин взрывается, но корабль остаётся цел. Позже Сабурота выходит на связь из спасательной капсулы и просит забрать его. Канадзуки отступает, а Надэсико без потерь возвращается на Землю. Позже капитан Канадзуки, Гэмпатиро Акияма, посылает на Надэсико сообщение, в котором он восхищается капитаном. | |                                     |                      |
| 21 | «Луга», где мы однажды пересеклись «Ицука Хаситта "Со:гэн"» (いつか走った「草原」)                           | Сё Айкава                           | 18 февраля 1997 года |
| Серия имеет нелинейное повествование. Юрика надеется с помощью стратегии заманивания врага уничтожить весь джовианский флот около Луны, после чего уничтожить его фазовой пушкой. Акито в Аэстивалисе телепортируется в джовианским кораблям и уничтожает бозоновую пушку. Однако, Y-модуль Надэсико, способный активировать фазовую пушку, перестал подчиняться центральному компьютеру, и по его помещениям нельзя пробираться из-за высокого напряжения, что пытаются исправить. В это время память всех членов экипажа переплетается, и они обсуждают друг друга за круглым столом. Акито, Нагарэ и Идзуми на пути к чужеродному компьютеру останавливаются и видят привидения. Спустя время Акито находит в Y-модуле джовианского робота, управляющего компьютером, что создавало привидения и пересечения личностей, и ликвидирует его. После этого у Надэсико активируется фазовая пушка, и крейсер стреляет во флотилию джовианцев, что приводит к уничтожению самого пространства, в котором они находились. Пока это происходило, Цукумо предложил командованию Юпитера подумать о мирных переговорах. Вскоре в штабе Цукумо заявили, что на Надэсико полетела его сестра, Юкина, которая была недовольна тем, что её брат влюбился в женщину с Земли, Минато. | |                                     |                      |
| 22 | Защитить «гостя»? «"Райхо:ся" о Маморинукэ» (『来訪者』を守り抜け?)                                          | Сё Айкава, Нарухиса Аракава         | 25 февраля 1997 года |
| Надэсико держит путь на Землю. Юкина Сиратори на небольшом шаттле совершает бозоновый прыжок к Надэсико. Акито находит её в космосе без сознания, после чего она долгое время пребывает в палате Инес. Притворившись, что она потеряла память, и оставшись одной, она предпринимает попытку убить Минато. Она тихо крадётся по кораблю, и в итоге находит сауну, где она прячется под водой, поджидая жертву. Спустя долгое время Минато подходит к воде, Юкина резко выпрыгивает из неё и теряет сознание. Очнувшись рядом с ней, Юкина заводит разговор с Минато и понимает, что она не такая уж и плохая женщина. После этого все собираются у мостика, и Юкина показывает экипажу устройство для межгалактической связи. Так её брат снова видится с Минато, но общение прерывается внезапной тревогой — крейсер оказался в окружении кораблей ОСЗ. Отец Юрики сообщает, что Юкину необходимо сдать военным для её безопасности. Капитан же считает Надэсико самым безопасным местом, и приказывает выстрелить гравитонной пушкой между кораблями, однако в этот момент Нагарэ вынимает главный ключ от крейсера, и все системы отключаются. Нагарэ говорит, что он и есть глава Нергала, и заявляет о переходе крейсера под свой контроль. На Надэсико приходят солдаты, а Коитиро, Юрика, Проспектор, Гот и Нагарэ ведут переговоры в отдельной комнате. Выясняются причины гибели родителей Акито. Здесь же сообщают, что джовианцы выдвинулись к Марсу, мирные переговоры плохо скажутся на морали солдат и что от девочки с Юпитера нужно избавиться. В конце концов члены экипажа и Коитиро поднимают восстание против Нагарэ и солдат, а Акито убегает с Юкиной в Аэстивалис. | |                                     |                      |
| 23 | Место, которое мы называем «домом» «"Фурусато" то Ёбэру Басё» (「故郷」と呼べる場所)                         | Тацуо Сато                          | 3 марта 1997 года    |
| Надэсико пришвартован в доки Хирацуки. Большая часть экипажа покинула крейсер, и теперь Нергал готовит новый экипаж. Корпорация тщательно следит за бывшей командой, им в этом также помогает Гот. Проспектор за работой в библиотеке прослушивает планы корпорации. В это время Акито, Юрика и Дзюн работают в кафетерии, девушки Хоу Мэй помогают Проспектору в работе, Юкина живёт вместе с Минато, а Мэгуми озвучивает значительную героиню аниме. Во время разговора с другой сэйю, Мари Ивасаки, она признаётся, что ей не нравится, что её героиня всё время воюет, а в аниме противники называются джовианами, но Эрина делает всё возможное для улучшения её карьеры. Мэгуми сбегает, её преследуют агенты Нергала, но Сэйя отвлекает их и скрывается с ней. Спустя время Омоиканэ избавляется от программ корпорации, а Рури связывается со всеми членами команды и говорит, что необходимо вернуться на Надэсико. Проспектор под прикрытием передвижного торговца лапшой проникает на борт; Рури в это время блокирует камеры ОСЗ и Нергала; Рёко, Идзуми и Хикару же выдвигаются на Аэстивалисах к крейсеру, преследуемые военными; туда же направляются на грузовике с Аэстивалисом Акито, Юрика, Дзюн, Минато и Юкина. Как оказалось, Гот украл ключ от Надэсико, из-за чего возможен запуск корабля. Спустя время на корабль возвращается почти весь бывший экипаж, и Юрика приказывает взлетать. Позже к ним присоединяется Аэстивалис Акито и Сэйя. Пока Надэсико улетает с Земли, защитные системы и Дельфиниумы блокируются. Теперь экипаж держит курс к брату Юкины. | |                                     |                      |
| 24 | Вездесущая «справедливость» «Доко ни дэмо Ару "Сэйги"» (どこにでもある「正義」)                              | Сё Айкава, Хироюки Кавасаки         | 10 марта 1997 года   |
| Цукумо против воли Гэнъитиро садится в Даймадзин и телепортируется прямо к Надэсико, где его тепло встречают. С собой он приносит специальный эпизод Gekiganger 3, и почти весь экипаж собрали для его просмотра. По окончании эпизода зрители, которые раньше не понимали этого, становятся поклонниками Gekiganger 3, а Юрика поняла, что аниме является ключом к пониманию джовианцев. Вскоре на Надэсико организовывают фестиваль, посвящённый Gekiganger 3. Тем временем вице-адмиралу сил Юпитера, Харуки Кусакабэ, стало известно о новых руинах на Марсе, оставленных древними цивилизациями, и он решил воспользоваться сложившейся ситуацией. Пока экипаж Надэсико смотрит последнюю серию Gekiganger 3, Рури прерывает сеанс и сообщает о приближении джовианского флота. Вице-адмирал Кусакабэ связался с Юрикой и сказал, что выдвинул флот для экономии времени и ускорения мирных переговоров. Небольшая группа корабля и Цукумо в качестве посредника прилетели на небольшом шаттле на корабль джовианцев. Они читают условия мирного договора, суть которого заключается в разоружении Земли и преобразовании политической идеологии. Цукумо категорично высказывается об этом и рассказывает о Gekiganger 3 как о значимом поводе прекратить войну. В это время Гэнъитиро из-за стены стреляет в Цукумо, а в комнату врываются солдаты. Вице-адмирал заявляет, что Земля должна быть покорена теми, кого она сама изгнала. Беспилотники начали атаковать Аэстивалисов; Надэсико получает повреждения от бозоновой пушки. Экипаж с раненым Цукумо сбегает с корабля и под прикрытием Аэстивалисов летит к Надэсико. Неожиданно часть джовианского флота уничтожается залпом гравитонной пушки, исходящего от нового крейсера Нергала, управляемого Нагарэ и Эриной, — Какицубаты. На борту Надэсико Цукумо умирает, успев отдать кольцо Минато и сказать последние слова Акито. Командующий Кусакабэ узнаёт о захвате Древних руин, и теперь он готовится использовать смерть Цукумо в своих целях. | |                                     |                      |
| 25 | «Будь мной», будь собой «"Ватаси Расику" Дзибун Расику» (「私らしく」自分らしく)                             | Сё Айкава                           | 17 марта 1997 года   |
| Харуки Кусакабэ произносит перед жителями речь, в которой заявляет о подлости Земли и о готовности победить в войне, если земляне больше не хотят мира. Акито, Юрику и Инес пригласили на Какицубату, а крейсер выпустил вокруг себя КЧ. Мысленно представив родные земли, они со всем крейсером успешно переносятся в колонию «Утопия» через чулип. В это время обговариваются совместные действия подоспевшего к месту действия Надэсико и Нергала. Юрика приказывает приготовить фазовую пушку для джовианского флота, занявшего Древние руины. Её выстрел полностью стирает корабли джовианцев, и командующий Кусакабэ приказывает перебросить к руинам больше флота, в частности, крейсера Канадзуки и Умэмидзуки. Какицубата проникает в периметр противника и в одиночку истребляет корабли Юпитера. Юрика фазовой пушкой планирует уничтожить Древние руины, главную причину сражения, но образовавшееся над ними поле дважды нейтрализует выстрел. В бой вступают Аэстивалисы, чтобы прикрыть Надэсико на время перезарядки, но из-за назревшего конфликта между Нагарэ и Юрикой, желающей остановить войну, они начинают сражаться с роботами Какицубаты. Нагарэ бьётся с Акито, залетев при этом в руины, и когда он намеревается поразить Аэстивалис Акито сзади, тот телепортируется из-под удара благодаря энергии руин. В этот момент Инес оттуда же транслирует последний выпуск «Знакомства с Надэсико» и объясняет, что Древние руины контролируют бозоновые прыжки и что они сами совершаются во времени, а не в пространстве. Она обращается к Акито и просит его увидеться с кем-то. Вскоре рядом с Инес появляется та самая девочка Аи. | |                                     |                      |
| 26 | «Ради девушки, которую ты когда-нибудь встретишь» «"Ицука Ау Аната но Тамэ ни"» (「いつか逢う貴女のために」) | Сё Айкава                           | 24 марта 1997 года   |
| Пока Акито и Инес находятся в руинах, Надэсико не может стрелять по ним фазовой пушкой, а остальные роботы Какицубаты тоже туда спускаются. Рури объясняет всем, что Аи была той девочкой, с которой Акито познакомился перед тем, как перенестись на Землю. Пока Инес и Аи общаются между собой, в Марс попадает чулип. Появившиеся из чулипа джовианцы атакуют Какицубату. Акито по связи с Инес видит Аи, но не успевает добраться до них, и девочка исчезает. Инес говорит, что Аи была послана, чтобы встретиться с Акито. В конце концов он понимает, что Инес и есть Аи, которая наконец встретилась с ним, и они обнимаются. Тем временем Какицубата находится под шквальным огнём; вскоре Даймадзины уничтожают крейсер. Космический флот Юпитера окружает Надэсико и Древние руины и просит землян сдаться в течение получаса. Пока Надэсико спускается в руины, Юрика предлагает самоуничтожения, чтобы покончить с ними. Возникает спор по поводу плана действий. Сэйя также добавляет, что если избавиться от Древних руин, то бозоновые прыжки перестанут существовать и в прошлом, и в будущем. Неожиданно из-за двери доносятся звуки укулеле, и так экипаж снова видит адмирала Фукубэ, который спасся на джовианской технике. Он осуждает мысль о самоуничтожении, к этому присоединяется и Рури. Все пришли к выводу, что уничтожение руин изменит ход истории. Пока Надэсико поднимает процессор в виде куба, состоящий из материалов КЧ, со дна руин, Даймадзины уже готовятся к очередному сражению. На борту ведутся опыты над процессором, чтобы создать обширное поле для успешного бозонового прыжка. Экипаж старается отделить важные воспоминания от другого, но поле получается нестабильным. Инес просит Акито и Юрику поцеловаться, так как это будет очень близким контактом между ними. Юрика отказывается целоваться, посчитав, что Акито теперь с Инес. Она убегает в Аэстивалис, после чего покидает Надэсико. Акито представляет себя в Аэстивалисе и переносится к Юрике. Рури транслирует их разговор по всем каналам связи, в том числе и джовианцам. Юрика говорит, что с уничтожением руин Акито бы перестал жалеть, что когда-то потерял Аи. Акито же утверждает, что посмотрел последнюю серию Gekiganger 3 и стал верить в себя. После этого они целуются, и Надэсико с экипажем переносится в космос. Команда отделяет часть крейсера с кубом, оставаясь в его головной части. Куб теряется в космосе, а джовианцам остаются Древние руины, которые стали бесполезными без него. | |                                     |                      |